# Tel Chacir
Tel Chacir (hebrejsky: תל חציר) je pahorek o nadmořské výšce 180 metrů v severním Izraeli, v Dolní Galileji.
Leží cca 8 kilometrů západně od centra města Nazaret a cca 1 kilometr jihozápadně od města Zarzir. Má podobu nevýrazného zalesněného návrší, které je součástí severojižně orientovaného hřbetu nazvaného Giv'at Chacir. Na východní straně pahorku terén spadá do zemědělsky využívané roviny, která se pak mírně svažuje k jihu, do Jizre'elského údolí, kam podél směřuje vádí Nachal Šimron. Podél západního úpatí kopce teče stejným směrem jako Nachal Šimron vádí Nachal Nahalal.